# Podismopsis keisti
Podismopsis keisti är en insektsart som först beskrevs av Nadig 1989.  Podismopsis keisti ingår i släktet Podismopsis och familjen gräshoppor. Inga underarter finns listade i Catalogue of Life.